# بارتوش بوساتسکی
بارتاش بساکی (انگلیسی: Bartosz Bosacki؛ زادهٔ ۲۰ دسامبر ۱۹۷۵) یک بازیکن فوتبال، و ورزشکار اهل لهستان است.
وی همچنین در تیم ملی فوتبال لهستان بازی کرده‌است.